# Biddou
Biddou, en arabe : بدّو, est une ville du gouvernorat de Jérusalem en Palestine. Elle est située à six kilomètres au nord-ouest de Jérusalem.
Uri Ben-Ari commande l’unité de sapeurs qui détruit à l’explosif le village en 1948, sans empêcher son pillage.
Selon le recensement du bureau central palestinien des statistiques, la localité compte une population de 8 231 habitants en 2017.